# Beatrice Faumuina
Beatrice Roini Liua Faumuina (née le 23 octobre 1974 à Auckland) est une athlète néo-zélandaise spécialiste du lancer du disque, championne du monde en 1997 et détentrice du record de Nouvelle-Zélande de la discipline.

## Carrière sportive
En 1997, Beatrice Faumuina remporte la médaille d'or des Championnats du monde d'athlétisme d'Athènes avec un jet à 66,82 m, devançant la Biélorusse Ellina Zvereva et la Russe Natalya Sadova.
Le 16 octobre 2005, Beatrice Faumuina a été nommée Ambassadrice de bonne volonté de l’Organisation des Nations Unies pour l'alimentation et l'agriculture (FAO).
En 2006, elle participe à l'émission de télévision Dancing with the Stars, version néo-zélandaise de Danse avec les stars, où elle termine 2e de la compétition.
Elle met officiellement un terme à sa carrière en 2012.

## Palmarès
| Date | Compétition                   | Lieu          | Résultat | Marque  |
| ---- | ----------------------------- | ------------- | -------- | ------- |
| 1992 | Championnats du monde juniors | Séoul         | 5e       | 52,20 m |
| 1994 | Jeux du Commonwealth          | Victoria      | 2e       | 57,12 m |
| 1996 | Finale mondiale               | Milan         | 8e       | 59,28 m |
| 1997 | Championnats du monde         | Athènes       | 1re      | 66,82 m |
| 1998 | Jeux du Commonwealth          | Kuala Lumpur  | 1re      | 65,92 m |
| 1998 | Finale mondiale               | Moscou        | 4e       | 63,44 m |
| 1998 | Coupe du monde des nations    | Johannesbourg | 4e       | 63,77 m |
| 1999 | Championnats du monde         | Séville       | 5e       | 64,62 m |
| 2000 | Jeux olympiques               | Sydney        | 12e      | 58,69 m |
| 2000 | Finale mondiale               | Doha          | 3e       | 63,03 m |
| 2002 | Jeux du Commonwealth          | Manchester    | 1re      | 60,83 m |
| 2002 | Finale mondiale               | Paris         | 6e       | 62,51 m |
| 2002 | Coupe du monde des nations    | Madrid        | 1re      | 62,47 m |
| 2003 | Championnats du monde         | Paris         | 13e      | 56,86 m |
| 2003 | Finale mondiale               | Monaco        | 7e       | 61,81 m |
| 2004 | Jeux olympiques               | Athènes       | 6e       | 63,45 m |
| 2004 | Finale mondiale               | Monaco        | 5e       | 61,85 m |
| 2005 | Championnats du monde         | Helsinki      | 4e       | 62,73 m |
| 2006 | Jeux du Commonwealth          | Melbourne     | 4e       | 59,12 m |
| 2007 | Finale mondiale               | Stuttgart     | 5e       | 58,68 m |
| 2008 | Finale mondiale               | Stuttgart     | finale   | DNS     |
| 2010 | Jeux du Commonwealth          | New Delhi     | 5e       | 57,79 m |

## Records
| Épreuves | Performance  | Lieu | Date           |
| -------- | ------------ | ---- | -------------- |
| Disque   | 68,52 m (NR) | Oslo | 4 juillet 1997 |